# Lorenzo Gómez Pardo y Ensenyat
Lorenzo Gómez-Pardo y Ensenyat (Madrid, 3 de gener de 1801- 30 de juny de 1847) fou un enginyer espanyol, acadèmic fundador de la Reial Acadèmia de Ciències Exactes, Físiques i Naturals.

## Biografia
Va estudiar matemàtiques a la Reial Acadèmia de Nobles Arts de Sant Ferran, física Experimental als Reials Estudis amb D. José Alonso y Quintanilla. Entre 1819 i 1823 estudiar mineralogia amb Donato García, botànica amb Mariano Lagasca i química amb Andrés Alcón al Museu de Ciències Naturals.
Durant el trienni liberal va formar part de la Milícia Nacional i en 1823 fou ferit mentre combatia als Cent Mil Fills de Sant Lluís. Marxà a París a estudiar botànica i en 1828 es llicencià en farmàcia. El 1829 marxà a estudiar enginyeria a les mineries de Freiberg, Saxònia, a proposta de Fausto de Elhúyar, llicenciant-se en 1831. En 1834 va tornar a Espanya i participà activament en la fundació de l'Escola d'Enginyers de Mines, de la que en 1835 en fou nomenat professor de docimàsia i metal·lúrgia.
En 1838 i 1841 fou elegit diputat al Congrés dels Diputats pel Partit Progressista i fou nomenat membre del Consell d'Instrucció Primària. En 1844 fou nomenat Subinspector general del Cos d'Enginyers. En 1847 fou escollit acadèmic fundador de la Reial Acadèmia de Ciències Exactes, Físiques i Naturals, però va morir poc després.